# احمد آهنگی
احمد آهنگی (درگذشتهٔ ۱۰ اسفند ۱۳۹۸ در رشت) بازیکن و مربی فوتبال اهل ایران بود. او مدیرعامل و سرپرست اسبق تیم فوتبال سپیدرود رشت بود.

## زندگی ورزشی
احمد آهنگی، سابقهٔ بازی در تیم‌های ایرانمهر، پاس رشت و منتخب گیلان را داشت. او بالاترین مدرک مربیگری آسیا را در اوایل سال ۱۳۶۰ از دتمار کرامر دریافت کرد. وی در رقابت‌های لیگ برتر فوتبال به‌عنوان سرپرست، در تیم سپیدرود حضور داشت. مدیریت تیم‌های پایه باشگاه سپیدرود از جمله سوابق ورزشی وی بود. احمد آهنگی در جام فلق، هدایت تیم منتخب گیلان را بر عهده داشت.

## درگذشت
احمد آهنگی که به دلیل شیوع کروناویروس در ایران، به ویروس کرونا مبتلا شده بود، صبح روز ۱۰ اسفند ۱۳۹۸ در بیمارستان رازی رشت درگذشت. او پس از «الهام شیخی» دومین قربانی ویروس کرونا در بین ورزشکاران ایرانی است.